# シスターまじっく!
『シスターまじっく!』は2009年3月27日に脳内彼女より発売された18禁のパソコンゲーム（アダルトゲーム）ソフトである。

## 概要
愛するがあまり魔法を用いてまで誘惑する妹たちと、外道に堕ちぬよう奮闘する兄を描いたアドベンチャーゲーム。「妹に誘惑される」というコンセプトをあげており、同社の作品「絶対★妹至上主義!!」では、妹が兄を責めるというシチュエーションがセールスポイントだったが、本作では妹たちが兄を誘惑するという特徴がある。

## ストーリー
主人公は母を早くに亡くし、父は海外出張、そして3人の妹たちと共に暮らすという家庭環境に置かれていた
妹たちは兄に対してまるで誘惑しているかのような行動に出ることが多く、下着姿で平気で歩き回ったり、入浴中に浴室に入ってくることもあった。
そうした環境のためか、主人公はいつからか、妹を自称する見知らぬ少女に責められる夢を見るようになった。
そんなある日、夢に出てきた少女が唐突に主人公の前に現れる。しかも彼女は魔界の王女で、主人公の正体が魔界の王子だと宣言する。
実は妹たちも魔法使いの家系で、このことを予見していたという。魔王の因子を持って生まれてきた主人公は、実の兄でありながら魔王の魂を受け継ぐ後継者でもあるということだった。
主人公を魔王として覚醒させない方法はただひとつ、それは妹たちの誰かが彼の子供を妊娠することだった。そのせいで今まで、妹たちは主人公と肉体関係を持つために誘惑していたと告白するのだった。
そして事態は一刻を争うと感じた妹たちは、主人公に妹たちでしか射精できないように呪いをかけてしまう。こうして魔王の魂を覚醒させようと体を求めてくる魔界の王女も加わって、主人公の争奪戦が始まった。

## 登場人物
主人公
3人の妹たちの兄。実は魔王の因子を持つ者で、妹達の誰かが彼の子を妊娠することで、魔王としての魂の覚醒が止まるという体質になっている。そのため、彼女たちでないと射精できないように魔法をかけられてしまった。
高槻 晴菜（たかつき はるな）
声 - 桜川未央
主人公の妹の一人で、明るい性格の持ち主。主人公と年があまり離れていないため、友達のようにふるまう。 世事にたけて立ち回りがうまく、ケンカをしても主人公が一方的にやり込められてしまう。 兄をからかうのが大好きで、よくエッチな格好をしては彼の純情を刺激している。
高槻 菜乃（たかつき なの）
声 - 神村ひな
ダウナー系の妹。おとなしい性格だが、言葉遣いは丁寧だがタブーを恐れず、兄の魔王化を防ぐためならばとHに関しては積極的。家事は主に料理担当。家の中ではいつもジャージ姿だが、格好に反して少女らしい一面も持っている。
胸が大きく、晴菜からは胸以外は控えめと評され、貧乳であるネリスに焼きもちを焼かれている。
高槻 乃々美（たかつき ののみ）
声 - 真宮ゆず
無邪気な性格の妹。その性格もあって家族からもかわいがられるが、子ども扱いされることを快く思わない。
兄が魔王になったら離ればなれになるため、それを阻止すべく兄を誘惑していた。晴菜と菜乃が兄さんと呼ぶのに対し、乃々美だけはお兄ちゃんと呼ぶ。
主人公に向ける好意が兄としてなのか、異性としてなのか まだよく分かっていない。
ネリス
声 - 桃井いちご
魔界の王女。主人公の持つ魔王の因子を覚醒すべく人間界を訪れた。おおよそ500歳と長く生きているが、その大半を城の中で過ごしてきたため、世間知らず。そのため性行為に全く躊躇がない上、強力な魔法でもって主人公を追い詰める。
ルートによっては性転換して少年の姿になることがある。その時は髪型がショートカットになる。更に性転換すると、主人公と男同士の性行為をすることになるので、苦手な場合は注意が必要。

## スタッフ
- 原画 - あおぎりぺんた
- シナリオ - 西田一、蒼夜、生田あわる